# Ghinghești
Ghinghești – wieś w Rumunii, w okręgu Gałacz, w gminie Drăgușeni. W 2011 roku liczyła 300 mieszkańców.